# Думская улица (Нежин)
Думская улица (укр. Думська вулиця) — улица города Нежина. Пролегает от улицы Батюка до улицы Некрасова. 
Нет примыкающих улиц.

## История
Думская улица известна с 19 века. После октября 1917 года Думская улица переименована на Советску улицу. 
На перекрёстке с улицей Батюка в 19 — начале 20 века была расположена гостиница «Ливадия» — сейчас стоматологическая поликлиника (улица Батюка, дом № 7). На месте, где были дворянская усадьба и небольшой театр «Шато-де-Флер», была размещена городская типография газеты «Під прапором Леніна» — сейчас Нежинская районная типография (дом № 3А). В 1919 году начала издаваться газета под названием «Известия-Вісті», несколько раз сменялось название, с 1963 года — «Під прапором Леніна». В доме № 5 в январе 1921 года проходил первый уездный съезд комсомола; событию на фасаде дома была установлена мемориальная доска (ныне демонтирована).
Улице было возвращено историческое название Думская — в честь Нежинской городской думы, к которой улица вела.

## Застройка
Улица пролегает в юго-восточном направлении — от сквера имени Н. В. Гоголя к Нежинской городской думе. Парная и непарная стороны улицы заняты усадебной и малоэтажной (одно-двух-этажные дома) застройкой.
Учреждения:
1. дом № 1 — музей Нежинской почтовой станции
2. дом № 3А — Нежинская районная типография
3. дом № 4 — Государственная санитарно-эпидемиологическая служба

Памятники архитектуры или истории:
1. дом № 1 — Жилой дом (Жилой дом Кушакевича) — архитектуры местного значения
2. дом № 4 — Комплекс зданий почтовой станции (Гостиница, конюшни почтовой станции) — архитектуры местного значения
3. дом № 5 — Дом помещика Кашинцева (Дом, где проходил первый съезд комсомола Нежинского уезда) — истории местного значения